# Donald Duck (pocketbookreeks)
Donald Duck Pocketbook is een uitgave van Donald Duck Pocket in vereenvoudigd Engels door Sanoma Uitgevers.
De pocketboekjes worden aanbevolen als een speelse manier om Engels te leren en bevatten ongeveer 250 pagina's, die naast zo'n 230 pagina’s strips gevuld worden met een ‘character file’ met beschrijvingen van de meest voorkomende personages en een kleine woordenlijst. Het eerste deel van deze 8 delen tellende reeks werd op 7 oktober 2010 op de markt gebracht als experiment. Vanwege de positieve reacties van lezers is besloten de reeks voort te zetten. De serie is de Nederlandse uitgave van de reeks Lustiges Taschenbuch English Edition uit Duitsland. In augustus 2013 verscheen het laatste deel van de reeks.
Bijna alle verhalen in de reeks Donald Duck Pocketbook komen van de Deense uitgeverij Egmont. Hierin verschilt de serie van de gewone pocketreeks, die overwegend verhalen van Italiaanse origine bevat. Evenals in de gewone pockets hebben de meeste verhalen in de Engelse reeks een opmaak van 3 stroken per pagina. De laatste verhalen uit deel 1 tot 6 bestaan echter uit 4 stroken per pagina. Deze verhalen worden voor de eerste maal in Nederland gepubliceerd. Veel andere verhalen zijn al eens verschenen in de Donald Duck Pockets en de Donald Duck Dubbelpockets.
De eerste Pocketbook ging voor € 4,95 over de toonbank. Vanaf deel 2 kosten ze € 5,25, in overeenstemming met de prijs van de gewone Donald Duck Pockets, die ook met ingang van 2011 van € 4,95 naar € 5,25 gingen.

## Lijst van uitgaven
| Nummer | Uitgifte         | Omslag                                                                     |
| ------ | ---------------- | -------------------------------------------------------------------------- |
| Deel 1 | 7 oktober 2010   | Donald Duck als bobby (Engelse agent)                                      |
| Deel 2 | 3 juni 2011      | Donald Duck als Grenadier Guard op wacht, geplaagd door Kwik, Kwek en Kwak |
| Deel 3 | 6 oktober 2011   | Donald Duck hangend aan de klok van de Big Ben                             |
| Deel 4 | 8 maart 2012     | Donald Duck natgespetterd door een passerende dubbeldeksbus                |
| Deel 5 | 11 juni 2012     | Donald Duck als chauffeur van een 'black cab' (typisch Engelse taxi)       |
| Deel 6 | 14 november 2012 | Donald Duck als Sherlock Holmes-achtige detective                          |
| Deel 7 | 20 februari 2013 | Donald Duck als koning op een troon                                        |
| Deel 8 | 28 augustus 2013 | Donald Duck als gentleman met een kopje thee                               |

## De reeks in andere landen
De serie is de Nederlandse uitgave van Lustiges Taschenbuch English Edition, een door Egmont Ehapa Verlag in Duitsland uitgegeven serie. Deze serie bestond oorspronkelijk uit 8 delen, die verschenen in de jaren 2009 tot 2012. In 2015 zijn een negende en tiende deel verschenen. De Duitse boekjes hebben een dikte van 276 pagina's, waarvan 250 pagina's strip. De inhoud van de Nederlandse delen komt grotendeels overeen met het origineel uit Duitsland. Het voorlaatste verhaal is echter telkens vervangen door een korter verhaal van 4 stroken per pagina, waardoor het oorspronkelijke aantal van 250 pagina's strip wordt teruggebracht tot 230. In deel 7 is het voorlaatste verhaal wel verwijderd, maar is er geen kort verhaal voor in de plaats gekomen.
Behalve in Nederland en Duitsland zijn sinds 2011 ook in Finland (Aku Ankan Taskukirja in English) en Noorwegen (English Donald Pocket) delen van de reeks verschenen. Met uitzondering van de eerste uitgave is in Finland de woordenlijst weggelaten, waardoor het aantal pagina's is teruggebracht tot 256-258. De Noorse uitgave is wel ongewijzigd overgenomen van de Duitse.
| Nummer  | Duitsland        | Finland          | Noorwegen        |
| ------- | ---------------- | ---------------- | ---------------- |
| Deel 1  | 1 juli 2009      | 29 juli 2011     | 22 augustus 2011 |
| Deel 2  | 2 september 2009 | 23 maart 2012    | 2 juni 2012      |
| Deel 3  | 15 juli 2010     | 10 augustus 2012 | 6 augustus 2012  |
| Deel 4  | 2 september 2010 | 26 maart 2013    | 21 mei 2013      |
| Deel 5  | 14 juli 2011     | 13 augustus 2013 | 22 juli 2013     |
| Deel 6  | 1 september 2011 |                  | 26 mei 2014      |
| Deel 7  | 12 juli 2012     |                  | 14 juli 2014     |
| Deel 8  | 6 september 2012 |                  | 26 mei 2015      |
| Deel 9  | 2 juli 2015      |                  | 13 juli 2015     |
| Deel 10 | 3 september 2015 |                  | 6 juni 2016      |